# Quinta do Beau-Séjour
La Quinta do Beau-Séjour (Granja Bienestar) está situada en la freguesia de São Domingos de Benfica, en la Estrada de Benfica.
Hoy en día pertenece al Municipio de Lisboa, pero su historia comenzó en 1840 cuando fue adquirida por D. Allen Ermelinda Monteiro de Almeida, la baronesa de la Regaleira. En la granja se construyó una residencia de verano rodeada de un jardín exótico y romántico.
La propiedad en el momento de la compra era conocida como la Quinta das Loureiras, más tarde llegó a ser conocido como el "Beau Séjour".
- Datos: Q9065354
- Multimedia: Quinta do Beau-Séjour, também denominada Quinta das Campainhas / Q9065354